# Ochotona cansus
La pica de Gansu (Ochotona cansus) és una espècie de pica de la família dels ocotònids que viu a la Xina.

## Descripció
El pica de Gansu és una pica relativament petita d'11,6 a 16,5 centímetres que pesa entre 50 i 100 grams. La seva pell d'estiu és vermell fosc cap a marronós o bru grisós, amb moltes variacions de color d'una regió a l'altre. Del pit cap enrere hi ha una ratlla més clara. El ventre és de color blanc clar fins a bru groguenc. D'hiverns, el dors és d'un gris o bru vermellós uniforme. Les orelles mesure d'1,4 a 2,4 centímetres, les potes del darrer de 2,2 a 2,9 centímetres.
Té un gran crani en proporció amb la llargada total del cos. L'arc zigomàtic és més petit que l'espècie parent Ochotona thibetana.

## Distribució
Viu a la Xina al nord de la Regió Autònoma del Tibet i a la província de Sichuan, la Qinghai central i oriental fins al sud de Gansu a la província de Shaanxi, a una altitud d'entre 2.700 i 3.800 msnm.